# Vocalcity
 Vocalcity – album fińskiego muzyka elektronicznego Sasu Ripattiego, pierwszy wydany pod pseudonimem Luomo. Płyta pojawiła się w 2000 roku, a w 2005 ukazała się reedycja.
Płyta pojawiła się w podsumowaniach najlepszych albumów dekady: Pitchforka (43. miejsce), Resident Advisora (13. miejsce) i Porcysa (33. miejsce).

## Lista utworów
1. "Market" – 11:59
2. "Class" – 12:32
3. "Synkro" – 13:59
4. "The Right Wing" – 16:08
5. "Tessio" – 12:08
6. "She-Center" – 9:56